# Майстер виробничого навчання
Майстер виробничого навчання (скорочено - майстер в/н) — педагогічна спеціалізація, сутність якої полягає в навчанні учнів (слухачів) практичним навичкам їхньої майбутньої професії, а також сприянні загальнопедагогічній функції багатостороннього розвитку особистості. Викладають у професійних ліцеях, училищах, коледжах, технікумах, навчально-виробничих комбінатах, на станціях технічної творчості, у шкільних майстернях і кабінетах праці, у центрах дозвілля, у навчальних центрах, на курсах професійного навчання, на підприємствах швейної, харчової, хімічної й ін. промисловості, на виробництві.

## Сутність професії
Майстер виробничого навчання проводить  перехід теоретичних знань у практичну площину для розуміння економічної доцільності обєднаня теорії з практикою та практичне професійне навчання учнів початкових і середніх спеціальних навчальних закладів, також учнів(слухачів)на виробництві.
Він планує і забезпечує виконання навчально-виробничих робіт. Складає програми проведення занять, готує практичні розробки навчальних тем, обновляє курси у відповідності новітніми досягненнями практики. Визначає шляхи ефективного формування професійних знань і вмінь.
Обирає наочні методи навчання і прості форми викладу матеріалу, підбирає завдання і вправи для закріплення теоретичних знань, складає індивідуальні плани учнів(слухачів). Знайомить з технікою і технологією, інструктує, вчить користатися технічною документацією, навчає практичним прийомам і навичкам, здійснює контроль за виконанням завдань, оцінює успішність, стимулює становлення майстерності і розвитку технічної творчості. Стежить за дотриманням правил охорони праці і техніки безпеки. Забезпечує матеріально-технічне оснащення - готує устаткування і матеріали для занять, виявляє й усуває неполадки в технічних пристроях.
Повинен знати вимоги до організації навчально-виробничої роботи з учнівськими колективами, технологію навчального виробництва, устаткування і правила його експлуатації, основи педагогіки і методики виробничого навчання, правила і норми по охороні праці і техніку безпеки. Слугує моральним взірцем безкорисної праці при заробітній платі на рівні прибиральниці при всіх вимогах до його освіти, досвіду, вмінь, компететностей та відповідальності і робить внесок у розвиток як виробничих (дисциплінованість, уважність і т. ін.), так і загальнолюдських якостей в учнів (слухачів).

### Важливі якості
Майстер виробничого навчання повинен мати технічний склад мислення і практичні навички ручної праці, володіти основами педагогічної майстерності. Професійно необхідні: аналітичність мислення, великий обсяг оперативної і довгострокової пам'яті, практичні навички з відповідної професії, гарний розподіл і перемикаємість уваги, витримка, самовладання, відповідальність, працездатність, а також чуйність, доброзичливість, спостережливість, уміння працювати з людьми.
Перешкоджають успішній діяльності дратівливість, низька стресостійкість.